# Réaction de Nagata
La réaction de Nagata est une réaction organique décrite par Wataru Nagata (de) qui consiste en une hydrocyanation de composés carbonylés α,β-insaturés,.
La réaction fait intervenir le cyanodiéthylaluminium (CH3CH2)2AlCN, ou réactif de Nagata, qui peut être produit en faisant réagir du triéthylaluminium Al2(CH2CH3)6 avec du cyanure d'hydrogène HCN. Ce réactif permet d'introduire un groupe nitrile sur un composé carbonylé α,β-insaturé (R1 et R2 ci-dessous représentent un atome H ou un groupe alkyle ou aryle) après addition d'un acide dans un solvant inerte comme l'éther éthylique, le tétrahydrofurane (THF) ou le benzène,. 
Le mécanisme réactionnel est résumé ci-dessous. Le composé carbonylé α,β-insaturé (1) commence par attaquer le cyanodiméthylaluminium (2). Une liaison s'établit entre l'atome d'aluminium et l'atome d'oxygène du carbonyle, dont la double liaison est ouverte, tandis que la double liaison α,β se déplace vers l'atome d'oxygène et que le groupe nitrile se lie au carbone β (3). La double liaison est ouverte par protonation pour donner le produit 4 en libérant l'ion diéthylaluminium (CH3CH2)2Al+.
La réaction de Nagata est utilisée pour lier des groupes nitrile à des composés organiques, par exemple pour produire des biomolécules,. Les acides β-amino α-hydroxy peuvent ainsi être produits par hydrolyse subséquente de composés préparés avec le réactif de Nagata, ce qui permet par la suite de produire des antibiotiques β-lactame. 